# Dante de Oliveira
Dante Martins de Oliveira (Cuiabá, 6 de febrero de 1952 - 6 de julio de 2006) fue un ingeniero civil y político brasileño. Natural del estado de Mato Grosso, fue conocido por la autoría de una enmienda constitucional que llevó su nombre, proponiendo el restablecimento de las elecciones directas para presidente de la República, en un movimiento que recibió el nombre de Diretas Já.

## Biografía
Hijo de Sebastião de Oliveira y Maria Benedita Martins de Oliveira, se graduó en Ingeniería Civil por la Universidad Federal de Río de Janeiro. Cuando todavía era alumno universitario, ya militaba en el MR–8 (Movimiento Revolucionario Ocho de Octubre), movimiento revolucionario que había optado por la vía política en vez de la lucha armada contra el Régimen Militar de 1964 y a continuación ingresó en el MDB. De regreso a su estado, disputó su primera elección en 1976 cuando perdió la votación para concejal en Cuiabá. Rehecho del fracaso, fue elegido diputado provincial en 1978 y, con la extinción del bipartidismo, se afilió al PMDB, siendo electo diputado federal en 1982 y en esa condición presentó al año siguiente una enmienda que pedía el restablecimiento de elecciones directas para la presidencia de la República, elecciones que se realizarían el 15 de noviembre de 1984.

## Trayectoria

### Diretas Já
La idea de presentar una enmienda en el Congreso brasileño para restaurar la elección directa del presidente de la República no fue achacable exclusivamente a Dante de Oliveira, sin embargo, su iniciativa ganó repercusión por haber sido la primera en no quedar encerrada en las paredes del Congreso Nacional, ya que ganó el favor de la calle en un momento en el que las manifestaciones que pedían la vuelta de la elección directa se multiplicaban por el país, comenzando por la celebrada el municipio pernambucano de Abreu e Lima el día 31 de marzo de 1983. A la larga, sería un movimiento que protagonizaría la escena política nacional los meses siguientes, unificando fuerzas de la sociedad civil hasta ahora distantes, y acercando a los partidos de oposición a los movimientos populares. Además, supo atraer a muchos disidentes de la acción del Gobierno hacia sus filas. El 26 de noviembre de 1983 los diez gobernadores de oposición suscribieron en São Paulo un manifiesto pidiendo el restablecimiento de la elección directa a presidente. El primer “acto oficial” pro elecciones directas tuvo lugar en Curitiba, el 12 de enero de 1984, con la presencia de 30 000 personas, seguido de otros como el realizado en la plaza de la Sé el día del 430 aniversario de la capital paulista, en el cual se congregaron 200 000 personas.
Receloso de los acontecimientos, el gobierno de João Figueiredo ejerció una fuerte presión sobre los parlamentarios del PDS para que la enmienda no prosperara y según, un relato del propio Dante de Oliveira, el presidente Tancredo Neves llegó a afirmar, ante la cúpula militar, que la enmienda no sería aprobada. Aun así la cúpula del movimiento mantuvo la campaña en las calles y en vísperas de la votación una investigación demoscópica del IBOPE (Instituto Brasileño de Opinión Pública y Estadística) apuntaba que el 84 % de los entrevistados apoyaban la enmienda de Dante de Oliveira. Como último recurso, el gobierno federal envió al parlamento la llamada “enmienda Figueiredo”, que, entre otras medidas, preveía el restablecimiento de las elecciones directas 4 años después, en 1988. Sin embargo, no fue capaz de disuadir a la oposición, cuya enmienda fue votada el 25 de abril de 1984, rodeada de una gran expectación. Emitidos los votos, el recuento arrojó 298 votos favorables y solo 25 votos en contra, aunque la ausencia de 112 diputados federales del PDS puso fin al movimiento al no conseguir el cuórum necesario. Tal resultado, sin embargo, acentuó las fisuras en el partido gubernamental y abrió la puerta para la victoria de Tancredo Neves en el Colegio Electoral del 15 de enero de 1985.

### En el Ejecutivo
Muerto Tancredo Neves, la presidencia de la República quedó en manos de José Sarney, cuyas medidas de “estilo autoritario” con leyes muy restrictivas que preveían la realización de elecciones directas en las capitales de los estados, áreas de seguridad nacional, municipios de territorios y municipios recién creados. El 15 de noviembre de 1985, Dante de Oliveira fue elegido alcalde de Cuiabá por el PMDB, cargo que ejerció entre el 1 de enero de 1986 y el 28 de mayo de 1986, momento en que pasó a ocupar el Ministerio de Reforma y del Desarrollo Agrario del gobierno Sarney, siendo la capital matogrosense administrada por el vicealcalde, Estevão Torquato de Silva.
Tras su mandato, ingresó en el PDT y fue candidato a diputado federal en 1990, no consiguiendo el acta de diputado. Esa derrota fue revertida en 1992, cuando fue elegido para su segundo mandato como alcalde de Cuiabá, cargo al cual renunció en 1994, meses antes de ser electo gobernador de Mato Grosso. Después de divergencias con su partido, ingresó en el PSDB y fue reelegido gobernador en 1998 y, al dejar el cargo en 2002, perdió la elección para senador.
En 2006 tenía intención de presentarse como candidato a un nuevo mandato como diputado federal, pero antes de eso falleció en Cuiabá víctima de una neumonía, en un cuadro agravado por la diabetes.

## Reconocimientos
Tras su muerte, recibió varios homenajes, e incluso se llamó a la antigua Avenida de los Trabajadores con el nombre de Gobernador Dante Martins de Oliveira.